# Rotkopfente

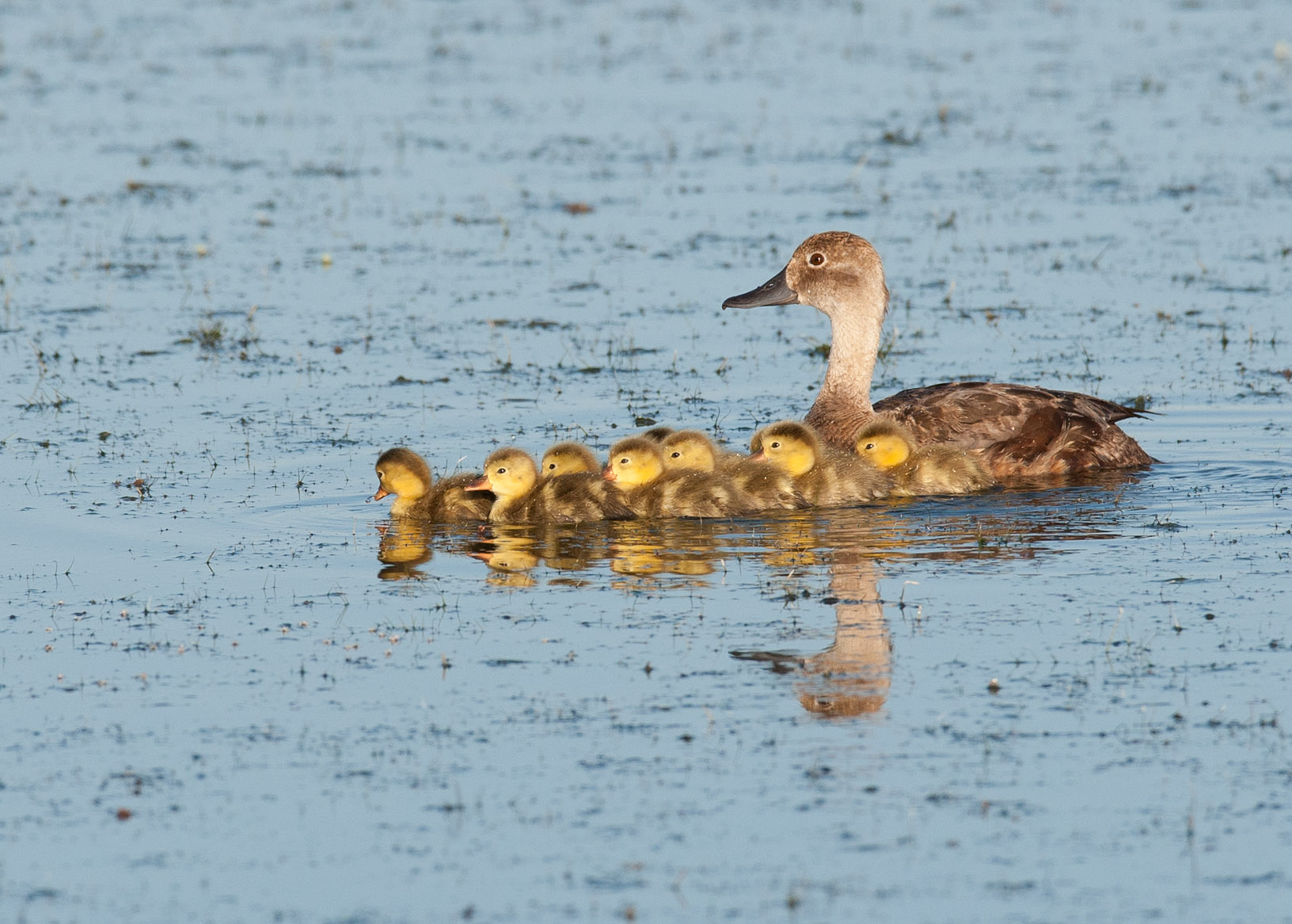
Weibliche Rotkopfente mit Küken

Die Rotkopfente (Aythya americana), gelegentlich auch Amerikanische Tafelente genannt, ist eine Tauchente aus der Familie der Entenvögel. Sie ist ein nordamerikanischer Brutvogel. In ihrem Federkleid ähnelt sie der ebenfalls in Nordamerika brütenden Riesentafelente und der in Europa beheimateten Tafelente. Die drei Arten können jedoch anhand ihrer Schnabelfärbung unterschieden werden. Die Riesentafelente hat einen durchgängig dunkelgrauen Schnabel. Die Stirn fällt außerdem flach ab, wodurch ihr Profil keilförmig wie bei der Eiderente wirkt. Die Tafelente hat eine schwarze Schnabelbasis, so dass der Schnabel in der Mitte ein hellgraues Band aufweist. Bei der Rotkopfente dagegen ist nur die Schnabelspitze dunkelgrau bis schwarz.

## Merkmale
Die Männchen der Rotkopfente erreichen ausgewachsen eine Körperlänge zwischen 44 und 54 Zentimetern. Die Weibchen sind etwas kleiner und haben eine Körperlänge zwischen 41,5 und 51,5 Zentimetern. Das Gewicht dieser Entenart beträgt durchschnittlich 972 Gramm. Die Enten erreichen abgemagert ihre Überwinterungsgebiete und erlangen ihr maximales Gewicht kurz vor der Rückkehr in die Brutgebiete. Sie wiegen dann durchschnittlich 1110 Gramm.
Rotkopfenten ähneln Tafelenten, haben jedoch einen runderen Kopf und einen etwas dunkleren Rumpf. Sie zeigen wie viele andere Entenvögel einen ausgeprägten Geschlechtsdimorphismus. Das Männchen hat einen rotbraunen Kopf, eine schwarze Brust und einen silberfarbenen Rumpf. Sein Schnabel ist hellgrau. Die Farbe der Iris ist gelb und gelegentlich sogar orange.
Das Weibchen ist von graubrauner Farbe. Es zeichnet sich durch das dunkelste Kleingefieder in der Artengruppe der Tauchenten aus. Sein Schnabel ist im Vergleich zu dem des Männchens von einem dunkleren Grau mit einer schwarzen Spitze. Die Iris ist dunkelbraun.
Die Küken sind auffallend hell. Kopfplatte, Nacken und Rücken sind hell olivbraun. Die Stirn, das Gesicht und die Körperunterseite sowie einzelne Fleckungen an den Körperseiten sind gelb.

## Verbreitung, Bestand und Lebensraum

Verbreitung der Rotkopfente:
Brutgebiete
Durchzugsgebiete
Ganzjähriges Vorkommen
Überwinterungsgebiete

Die Rotkopfente brütet im westlichen Nordamerika und in Alaska. Ihr Habitat sind Seen und Sümpfe in Grasländern. Als Zugvogel wandert sie im Winter in weiter südlich gelegene Gebiete der USA, nach Mexiko und in die Karibik. Selten findet man Gefangenschaftsflüchtlinge in Europa. Als Irrgast tauchte die Rotkopfente bislang auf Island, in Großbritannien, in Sibirien, in Japan, auf Hawaii sowie auf Guam auf.
Bei der Rotkopfente lässt sich keine signifikante Bestandsveränderung feststellen. Zum Brutvogelbestand zählen durchschnittlich etwa 601.000 Individuen. Habitatveränderungen haben allerdings dazu geführt, dass sich die Überwinterungsstandorte etwas verschoben haben. Die Zahl der Überwinterungsgäste an der atlantischen Küste ist zurückgegangen, während am Golf von Mexiko mehr Rotkopfenten überwintern. Als Ursache wird eine Veränderung im Pflanzenbewuchs in der Chesapeake Bay und ähnlichen Küstengebieten vermutet. Dort ist die Unterwasserpflanzenvegetation weitgehend abgestorben, was bei der Riesentafelente als nah verwandte Art zur Rotkopfente zu einer Nahrungsumstellung von pflanzlicher auf animalische Kost führte. Die Rotkopfente scheint hier anders reagiert zu haben und andere Überwinterungsstandorte aufzusuchen.

## Fortpflanzung
Rotkopfenten gehören zu den wenigen Entenarten, bei denen Legeparasitismus vorkommt. Die Enten legen ihre Eier sowohl in die Nester anderer Rotkopfenten als auch in die Nester artfremder Enten. Besonders häufig werden von ihr Riesentafelenten parasitiert. Die meisten Nester dieser Art weisen mindestens ein Ei der Rotkopfente auf. Rotkopfenten verfolgen drei Legestrategien: Ein Teil der Population legt die Eier in selbst errichtete Nester, semiparasitische Rotkopfenten legen zusätzlich zu ihrem eigenen Gelege Eier auch in die Nester artfremder und artgleicher Enten und der dritte Teil der Weibchen brütet überhaupt nicht und beschränkt sich darauf, seine Eier in anderen Nestern abzulegen.
Die Rotkopfente ist eine grundsätzlich monogame Art, die sich allerdings jedes Jahr neu verpaart. Die Balzzeit beginnt Mitte des Winters und verstärkt sich bis zur Rückkehr in die Brutgebiete. Es scheint, dass alle Weibchen verpaart sind, aber dass insbesondere Jährlinge noch nicht zur Brut schreiten. Dies nimmt tendenziell zu, wenn das Brutgebiet schlechte Wasserbedingungen aufweist.

## Verhalten
Nahrung sind Wasserpflanzen und Kleintiere.

## Belege